# Галенковский, Яков Андреевич
Яков Андреевич (Галинковский) Галенковский (1777—1815) — русский поэт, писатель, критик, переводчик и издатель.

## Биография
Родился 6 (17) октября 1777 года, по всей вероятности, в Прилуцком уезде (по митр. Евгению, он родился в Прилуках, в детстве обучался у домашних учителей из киевских академистов, с 1785 года в Киевской академии, в 1787 году перешёл в пансион в Прилуках, потом в пансион в Переяславле, окончил образование в Московском университетском пансионе); происходил из старинного казацкого рода и был сыном последнего Прилуцкого полкового писаря, впоследствии надворного советника, Андрея Феодоровича Галенковского (умер 8 января 1820 года) и жены его Матроны Юрьевны, урождённой Троцкой (ум. 1828). 
В 1790 году Галенковский был записан в службу ефрейт-капралом в Конный лейб-гвардии полк; 15 апреля 1797 года был пожалован кавалергардом в Кавалергардские эскадроны и 9 ноября того же года, по расформировании этих эскадронов, выпущен эстандарт-юнкером в Кирасирский графа Салтыкова 2-го полк (впоследствии — Кирасирский Его Величества лейб-гвардии полк). Прослужив на военной службе почти год, Галенковский, 2 октября 1798 года был отставлен от службы и в следующем году, по переименовании в губернские регистраторы, был определён в Межевую канцелярию к делам первого члена, действительного статского советника Волчкова; 4 декабря 1800 года он был произведён в коллежские регистраторы, а через пять дней перемещён в число приказнослужителей Главной Соляной конторы и в том же году произведён в городовые секретари. Через год Галенковский поступил в канцелярию главного директора почт и телеграфов; в том же году он получил чин коллежского секретаря, а в 1804 году — коллежского асессора (минуя чин титулярного советника). В 1805 году он получил должность письмоводителя в канцелярии Государственного совета Российской империи; кроме несения обязанности по этой службе, он с 1808 года занимал ещё должность смотрителя училищ Лужского уезда Петербургской губернии.
С 1802 по 1807 год Галенковский также издавал «Корифей, или ключ литературы» — собрание статей по теории словесности, переведённых из древних и новых и избранных из русских теоретиков.
В 1809 году Галенковский был произведён в надворные советники и в 1811 году за добросовестную службу был награждён орденом Святого Владимира 4-й степени.
Умер 16 (28) июня 1815 года в Санкт-Петербурге и был погребён на Волковском православном кладбище. Надгробный памятник был «сооружён супругою, М. Ф. Г. и благодарною его падчерицею К. А. Т.»